# Cèl·lula complexa
Les cèl·lules complexes es poden trobar a l'escorça visual primària (V1), a l'escorça visual secundària (V2) i a l'àrea de Brodmann 19 (V3).
Igual que una cel·la simple, una cel·la complexa respondrà principalment a vores i reixes orientades, però té un grau d'invariància espacial. Això significa que el seu camp receptiu no es pot mapejar en zones excitatòries i inhibidores fixes. Més aviat, respondrà a patrons de llum en una certa orientació dins d'un gran camp receptiu, independentment de la ubicació exacta. Algunes cèl·lules complexes responen de manera òptima només al moviment en una direcció determinada.
Aquestes cèl·lules van ser descobertes per Torsten Wiesel i David Hubel a principis dels anys 60. Es van abstenir d'informar sobre les cèl·lules complexes a (Hubel 1959) perquè no sentien que les entenien prou bé en aquell moment. A Hubel i Wiesel (1962), van informar que les cèl·lules complexes estaven barrejades amb cèl·lules simples i quan es podien establir regions excitatòries i inhibidores, la suma i les propietats d'antagonisme mutu no es mantenien.
La diferència entre els camps receptius i les característiques de les cèl·lules simples i complexes és la naturalesa convergent jeràrquica del processament visual. Les cel·les complexes reben inputs d'un nombre de cel·les simples. El seu camp receptiu és, per tant, una suma i integració dels camps receptius de moltes cel·les simples d'entrada, encara que algunes entrades es reben directament del LGN. La manera com les cèl·lules simples poden formar cèl·lules complexes no s'entén del tot. Una simple addició de camps receptius donaria lloc a cèl·lules complexes que manifestessin regions excitatòries/inhibidores observables i separades, cosa que no és el cas.

## Descobriment
El descobriment de les cèl·lules complexes a l'escorça visual va començar amb experiments amb un gat. Kuffler primer va il·luminar petits punts de llum a la retina d'un gat. Amb això, va poder concloure que les cèl·lules ganglionars tenen camps receptius concèntrics (actius a alts nivells de llum). Aquestes cèl·lules també tenen un camp receptiu centrat (excitat quan l'estímul es presenta directament al centre del camp receptiu) o un camp receptiu descentrat (excitat quan l'estímul es presenta fora del centre del camp receptiu). Més tard, Hubel i Wiesel van començar els seus propis experiments amb gats per consolidar encara més el coneixement sobre els camps receptors visuals. Un experiment registrat amb gats anestesiats; aquests gats estaven paralitzats per estabilitzar els seus ulls. Aleshores, el gat es va enfrontar a una pantalla on hi brillaven diversos patrons de llum blanca. Els camps receptius de cada cèl·lula es van cartografiar per als dos ulls en fulls de paper.
Altres estudis de cèl·lules complexes han estat realitzats per Movshon et al., Emerson et al., Touryan et al. i Rust et al.

## Cèl·lules simples i complexes i camps receptors
Amb cèl·lules simples i camps receptius simples, les cèl·lules de l'escorça visual podrien respondre d'una manera que es pot observar a partir de les disposicions de les regions excitatòries i inhibidores dels seus camps receptius. El que això significa, essencialment, és que els camps receptius són "simples" perquè sembla que hi ha una relació entre la resposta de la cèl·lula i el camp receptiu mapejat amb petits punts. Les cèl·lules complexes i els camps receptius complexos, en canvi, tenen una resposta més complexa que no presenta aquesta relació. Els resultats de l'experiment anterior van determinar que els camps simples tenen divisions excitatòries i inhibidores clares, on la llum brillava sobre una regió excitadora augmenta el disparament d'una cèl·lula i la llum brillava sobre una regió inhibidora disminuïa el disparament d'una cèl·lula. També hi ha proves de propietats de suma, com ara que la llum brillava a través d'una regió més gran de qualsevol divisió va donar lloc a un canvi més gran en la velocitat de tret que la llum brillava en una regió més petita. També és important tenir en compte que les regions excitadores poden inhibir les regions inhibidores i viceversa, així com és possible predir les respostes de les cèl·lules a partir d'un mapa d'aquestes àrees.
Per contra, les cèl·lules complexes i els camps receptius complexos es defineixen com "no simples". La resposta d'aquestes cèl·lules a un estímul no es pot predir com ho poden fer les cèl·lules simples, ja que no tenen àrees inhibidores i excitadores. La suma i la idea d'inhibició tampoc no solen tenir lloc. Per exemple, a l'experiment es va presentar una escletxa horitzontal i es va trobar que una cèl·lula responia molt a aquesta escletxa. En aquestes cèl·lules complexes, sempre que l'escletxa fos horitzontal, no importava on es col·locava l'escletxa al camp receptiu. Amb cèl·lules simples, s'esperaria que hi hagués una resposta més alta a una escletxa àmplia. No obstant això, es va produir l'efecte contrari: el tret de la cèl·lula en realitat va disminuir. També es va provar l'orientació de l'escletxa. Per a les cèl·lules simples, s'esperaria que, mentre l'escletxa cobreixi el camp excitador, l'orientació no hauria d'importar. De nou, es va produir el contrari on fins i tot una lleugera inclinació de l'escletxa va provocar una disminució de la resposta.

## Modelització de cèl·lules complexes
A partir de diversos estudis, inclòs Movshon et al. l'any 1978 i fins i tot a la dècada de 1960, les cèl·lules simples s'han pogut modelar amb un model lineal. Això indicaria que aquestes cèl·lules simples pateixen processos que calculen sumes ponderades d'intensitats d'estímul on els pesos es troben del camp receptiu. Això prové de la investigació d'Enroth-Cugell i Robson el 1966 que va modelar cèl·lules ganglionars similars a les cèl·lules P en primats (cèl·lules X) i cèl·lules ganglionars similars a les cèl·lules M dels primats (cèl·lules Y). Les cèl·lules complexes, en canvi, són més complexes i pertanyen a un model diferent. Més aviat, es va assenyalar que aquestes cèl·lules realitzen operacions no lineals, la qual cosa va suggerir que tenen camps receptius lineals, però en canvi sumen una sortida distorsionada de subunitats. Es va trobar que les cèl·lules complexes comparteixen similituds amb les cèl·lules Y, fent d'aquest model de subunitat un candidat prometedor per modelar cèl·lules complexes.
Movshon et al. el 1978 va provar les respostes de cèl·lules simples per determinar si el model simple de les cèl·lules X encaixava bé. Més tard van aplicar les mateixes proves a cèl·lules complexes, però van utilitzar el model de la cèl·lula Y (subunitat). Aquest model afirmava que cada subunitat podria respondre de manera diferent, però les respostes convertides es compensarien en el temps, de manera que es sumaria a un valor constant. També va afirmar que la resposta de les cèl·lules no es podia predir des del camp receptiu per si sola. Les cèl·lules complexes semblaven coincidir amb el model de subunitat, però encara no tenien la restricció que els camps receptius són lineals. Això també es va provar mesurant la resposta d'una cèl·lula quan l'estímul conté dues barres, cosa que ajudaria a mostrar les propietats de la subunitat del camp receptiu. El que van trobar va ser que coneixent aquestes propietats de les subunitats, era possible predir la selectivitat de freqüència espacial, com era el cas de les cèl·lules simples. Per tant, les cèl·lules complexes es podrien modelar pel model de subunitat utilitzat per a les cèl·lules ganglionars Y.
Altres models computacionals de cèl·lules complexes han estat proposats per Adelson i Bergen, Heeger, Serre i Riesenhuber, Einhäuser et al., Kording et al., Merolla i Boahen, Berkes i Wiscott, Hansard i Horaud Cardini i Lindeberg.